# アンドレア・サッキ
アンドレア・サッキ（Andrea Sacchi、別名:Andrea Ouche, Andrea Sacci, Andrea Sacco, Andres Saco, Andrea Sauhi、1599年11月30日 - 1661年6月21日）は、イタリアの画家である。

## 略歴
ローマのあまり有名でない画家の息子に生まれた。17世紀の伝記作家のジョヴァンニ・ピエトロ・ベッローリ（Giovanni Pietro Bellori）によれば、ローマの画家、ジュゼッペ・チェーザリの工房で修行した後、ボローニャの画家、フランチェスコ・アルバーニのもとで修行した。
1621年にローマに戻り、その後はローマで活動した。ラファエロ・サンティ、ポリドーロ・ダ・カラヴァッジオ、アレッサンドロ・アルガルディ、フランソワ・デュケノアなどの作品を研究した。枢機卿バルベリーニ(Antonio Marcello Barberini)の庇護を受け、パラッツォ・バルベリーニに代表作の「Divine Wisdom」 (1629–33)を描いた。 
ローマにおけるバロックの画家、ピエトロ・ダ・コルトーナ(1596-1669)やジャン・ロレンツォ・ベルニーニ(1598-1680)と同時代の画家であり、ダ・コルトーナと競い合った。アカデミア・ディ・サン・ルカで、ダ・コルトーナと論争し、「古典主義」の立場に立った。

## 作品

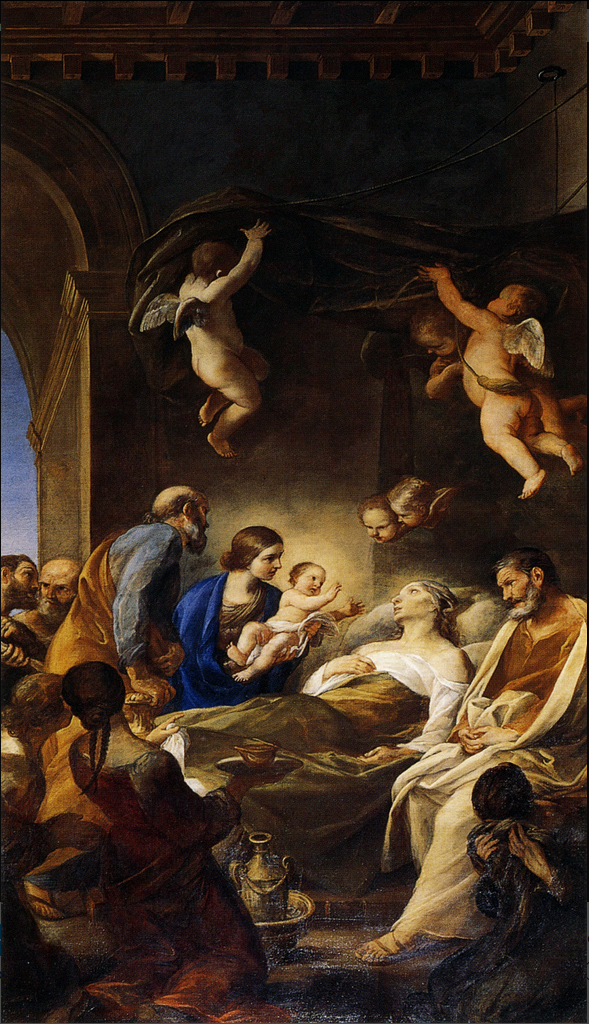
Morte di sant'Anna(1640?1649)
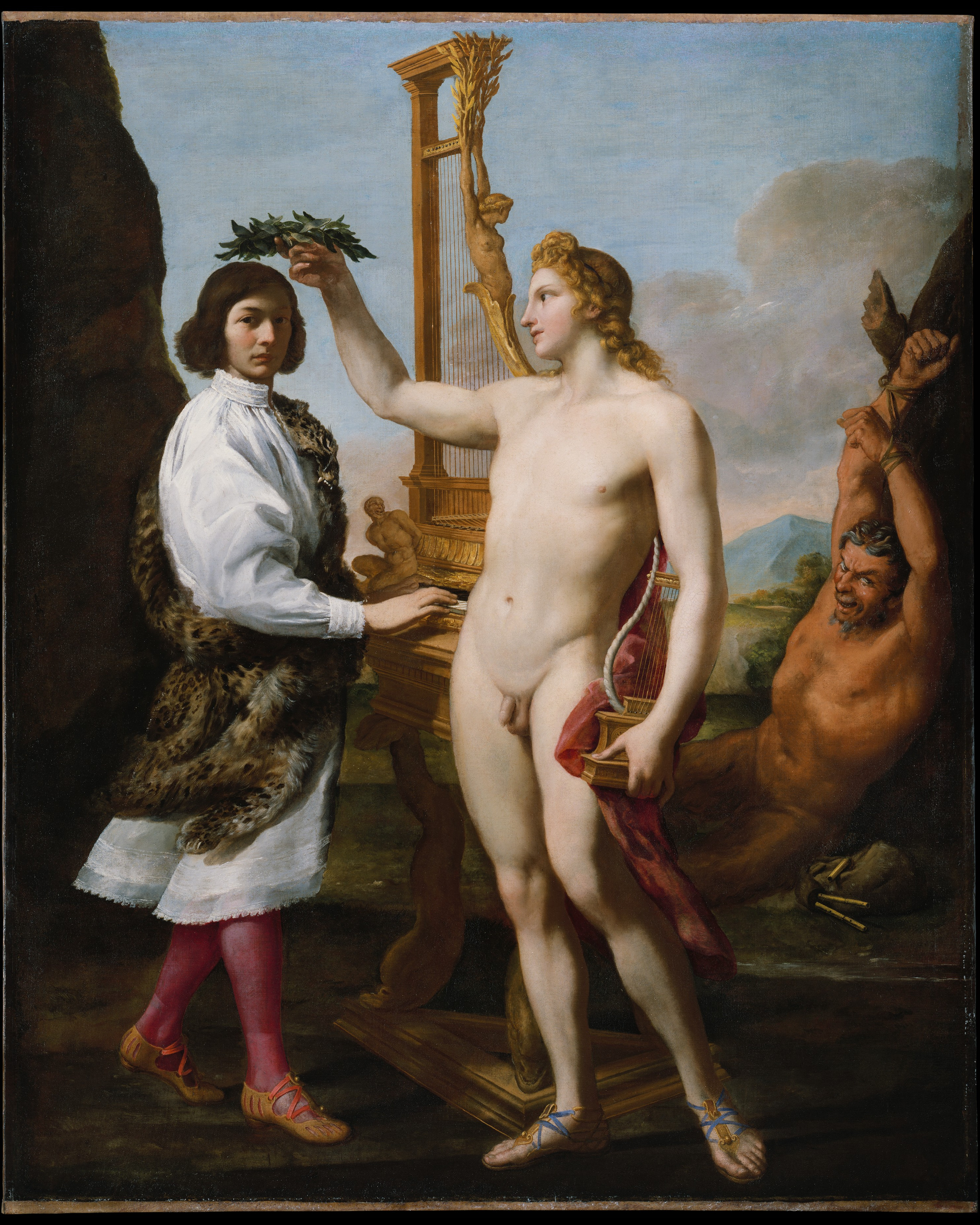
アポロから桂冠を受ける歌手のマルクアントニオ・パスカリーニ (1641) メトロポリタン美術館 蔵
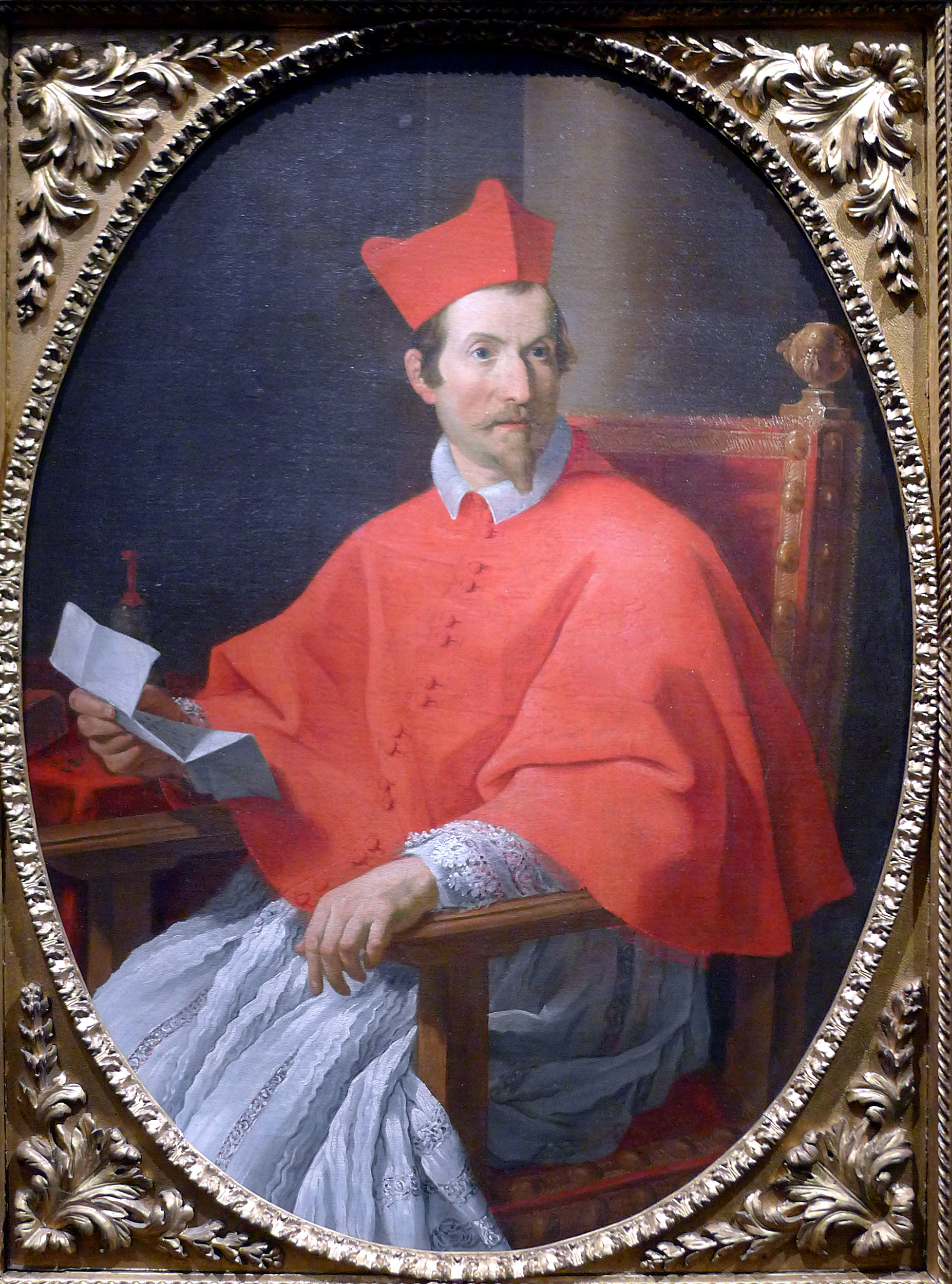
枢機卿Francesco Barberini(1631/1633) ヴァルラフ・リヒャルツ美術館 蔵
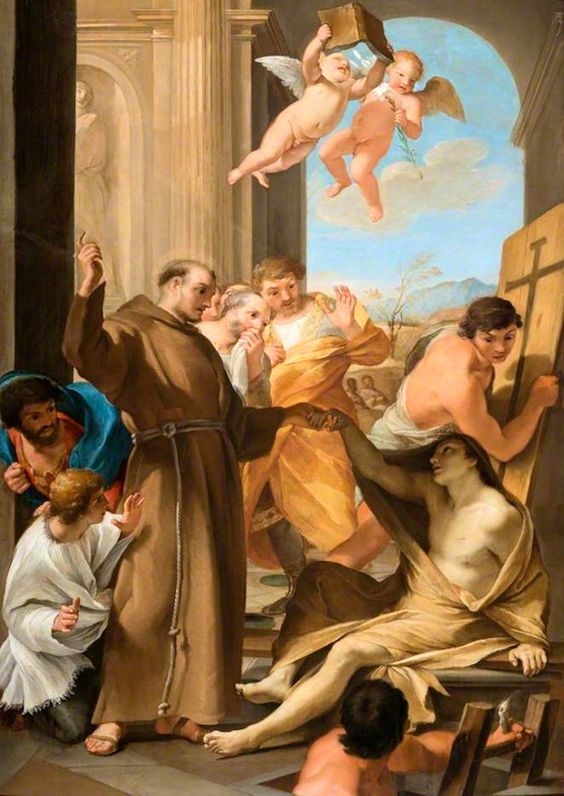
パドヴァのアントニオの奇跡(1631/1633)

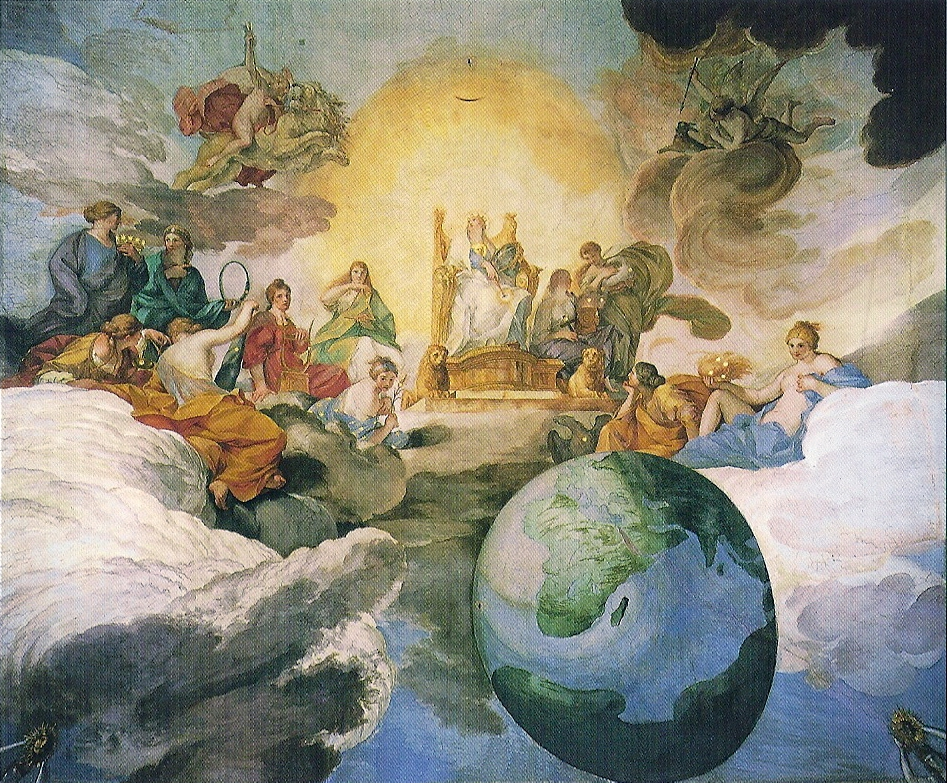
Divine Wisdom (1629/1633)
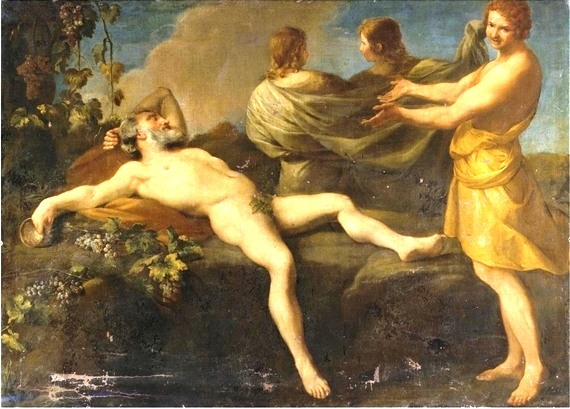
ノアと息子
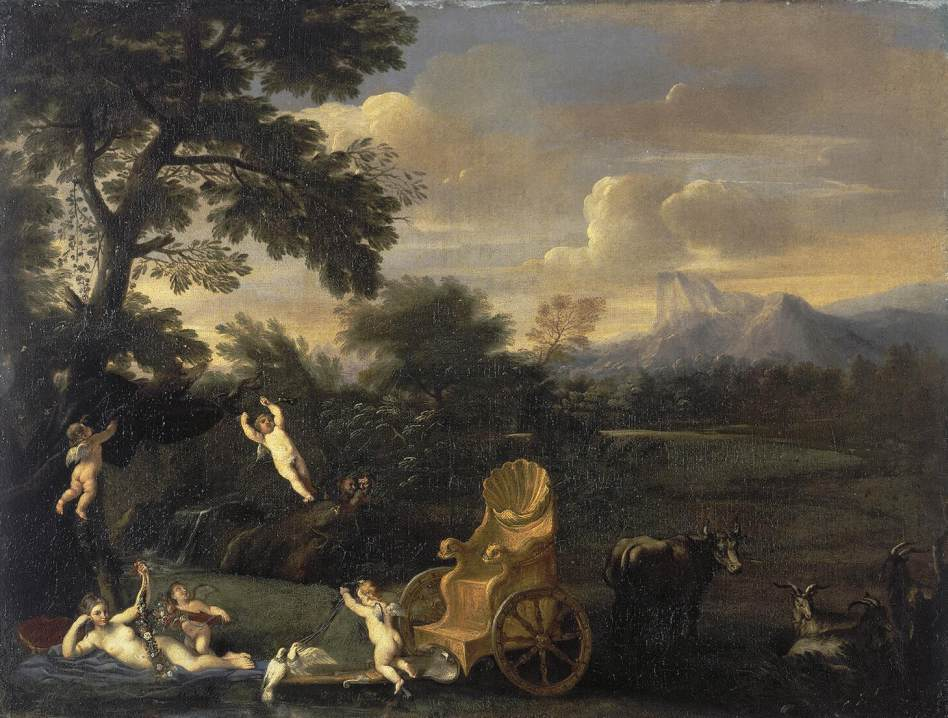
Venus at Rest